# Kalikå

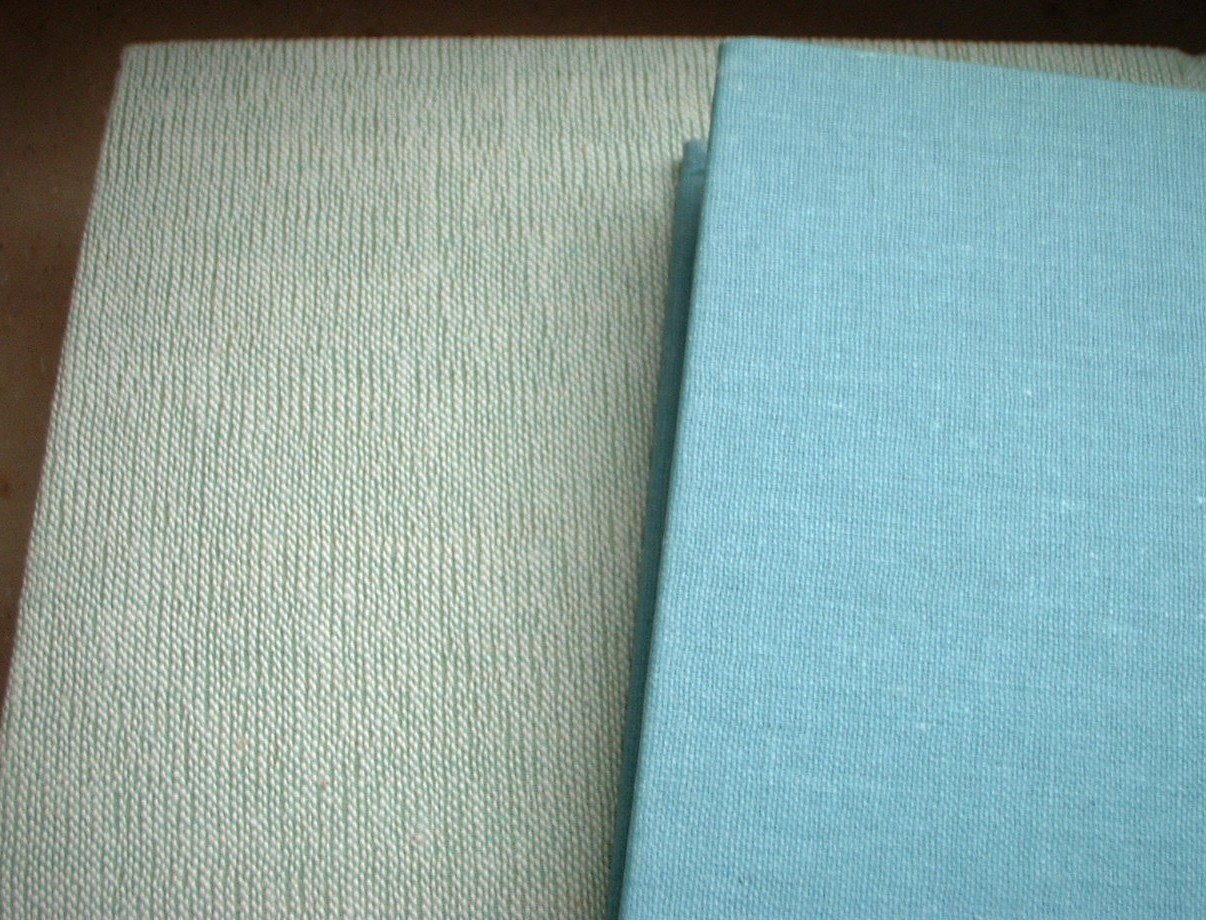
Bokomslag av kalikå.

Kalikå är ett grovt bomullstyg, oftast enfärgat. Används till foder och inom bokbinderi. Kalikå är något lättare än kattun.
Ordet kan härledas till den indiska hamnstaden Kozhikode (på engelska Calicut), där kalikå var en viktig exportvara.